# NoCopyrightSounds
NoCopyrightSounds (coneguda com "NCS") és una organització musical sense ànim de lucre que publica obres d'artistes de Electronic Dance Music (EDM) i les publica sota Creative Commons per a ús públic.
Va ser fundada el dia 14 d’Agost del 2011 per Billy Woodford, un gamer. Es va crear amb l'objectiu de que la gent pugui utilitzar música sense drets d’autor. Pugen música electrònica feta per diferents artistes. Això ofereix l'oportunitat als jugadors i als oients/artistes d'EDM de tenir recursos que poden utilitzar per a vídeos, remixes i només tenir l'oportunitat d'aconseguir i escoltar música gratuïta de manera legal i lliure de drets. NCS és una organització oberta que ofereix infinites possibilitats per a la base de fans d'EDM que ja és gran i creixent.

## Gèneres
Els gèneres es determinen depenent dels color dels cercles.
Aquí hi ha una llista amb els diferents gèneres que hi ha:
- Vermell = Drumstep
- Taronja = Indie Dance/Synthpop
- Groc = House
- Verd = Trap/Future Bass
- Menta = Glitch Hop
- Turquesa = Melodic Dubstep/Chillstep
- Blau = Dubstep
- Violeta = Future House/Future Bass
- Rosa = Drum & Bass
- Blanc = Hardstyle/EDM
- Negre = Bass/Miscellaneous